# Алюков, Фарид Камильевич
Фарид Камильевич / Камилович Алюков (10 октября 1957, Термез) — советский футболист, защитник, полузащитник.
В 1976 году провёл четыре матча за клуб первой лиги «Пахтакор» Ташкент. В дальнейшем играл во второй лиге за команды «Автомобилист» / «Сурхан» Термез (1976—1980, 1983—1985, 1987) и «Мелиоратор» Кзыл-Орда (1981—1982).
Победитель юниорского турнира УЕФА 1976.
По некоторым сведениям в начале 1990-х уехал в Вязьму, дальнейшая судьба неизвестна.